# Palazzo di Ružany
Il Palazzo Ružany è uno dei più grandi complessi architettonici in Bielorussia del XVII-XVIII secolo. Proprietà e residenza dei principi Sapieha, venne costruito tra il 1784 e il 1786 in stile Barocco classicheggiante dall'architetto Jan Samuel Becker sulla base delle mura del precedente palazzo eretto all'inizio del XVII secolo. Venne distrutto durante la seconda guerra mondiale.

## Storia
Inizialmente il palazzo aveva un carattere difensivo: esso era costituito da una struttura in muratura a pianta cruciforme a due piani completata da tre torri quadrangolari. Nella parte centrale del palazzo erano presenti un androne e un vestibolo con doppia scala, nelle parti laterali i salotti, un ufficio e una biblioteca. Le stanze al piano terra erano sormontate da soffitti a volta e ,al secondo piano, da soffitti con travi a vista. Nelle enormi cantine sotto l'edificio vi erano gli arsenali, un archivio e una dispensa per la conservazione del cibo.
Nel 1784 l'architetto di corte dei Sapieha, Jan Samuel Becker, ricostruì l'antico castello. Parallelamente, l'architetto fece erigere nella pianura antistante il palazzo una chiesa parrocchiale e un monastero basiliano, oltre a una cappella cimiteriale e una locanda. Le due torri dell'antico palazzo furono smantellate e quella occidentale fu inclusa nel nuovo edificio, che divenne simmetrico nella composizione. L'edificio principale acquisì l'aspetto di un compatto edificio a pianta rettangolare a due piani sotto un alto tetto a mansarda. La facciata principale, con tredici finestre nella parte centrale, era caratterizzata da un portico murario a due coppie rialzato al secondo piano. Alla facciata posteriore del portico corrispondeva un ampio terrazzo a dieci colonne che si affacciava sulle finestre e sulle porte del salone da ballo. Le alte cornici profilate a dondolo barocco delle finestre del piano superiore testimoniano il suo scopo cerimoniale. Becker progettò anche un parco con canali e stagni nella zona esterna al palazzo..
| Disegno del palazzo         | Disegno del palazzo        | Disegno del palazzo                        |
| --------------------------- | -------------------------- | ------------------------------------------ |
|                             |                            |                                            |
| Lato posteriore del palazzo | Lato anteriore del palazzo | Progettazione dei cancelli e degli edifici |

Le guerre con la Russia e la Svezia danneggiarono gravemente il palazzo, nonostante ciò i ricchi eredi riuscirono a restaurarlo, il che durò diversi decenni del XVIII secolo. Nel 1784, il cancelliere del Granducato di Lituania, Aleksander Michał Sapieha, ricevette a Ružany il re Stanisław August Poniatowski. Le tenute di Sapieha furono nazionalizzate all'indomani della rivolta di novembre nel 1831. Tre anni dopo, il complesso del palazzo fu venduto per essere utilizzato come mulino tessile e fabbrica di tessitura.

Il complesso del palazzo subì un incendio nel 1914 (durante la prima guerra mondiale, a causa dell'incuria delle lavanderie della fabbrica situate nel palazzo infatti, ci fu un grande incendio che fece crollare parte delle mura), venne nuovamente restaurato nel 1930 ma, nonostante gli sforzi di mantenimento, nel 1944 fu completamente distrutto e smantellato parzialmente dalla gente del posto. Oggi sono sopravvissuti solo i resti degli edifici principali, i portici e l'arco d'ingresso.

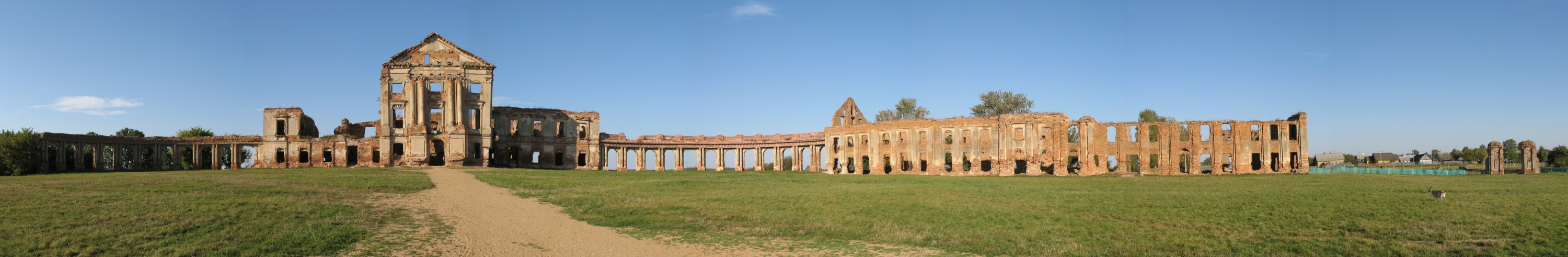
Le rovine del palazzo e del teatro di Ruzhany nel 2007

## Restauro

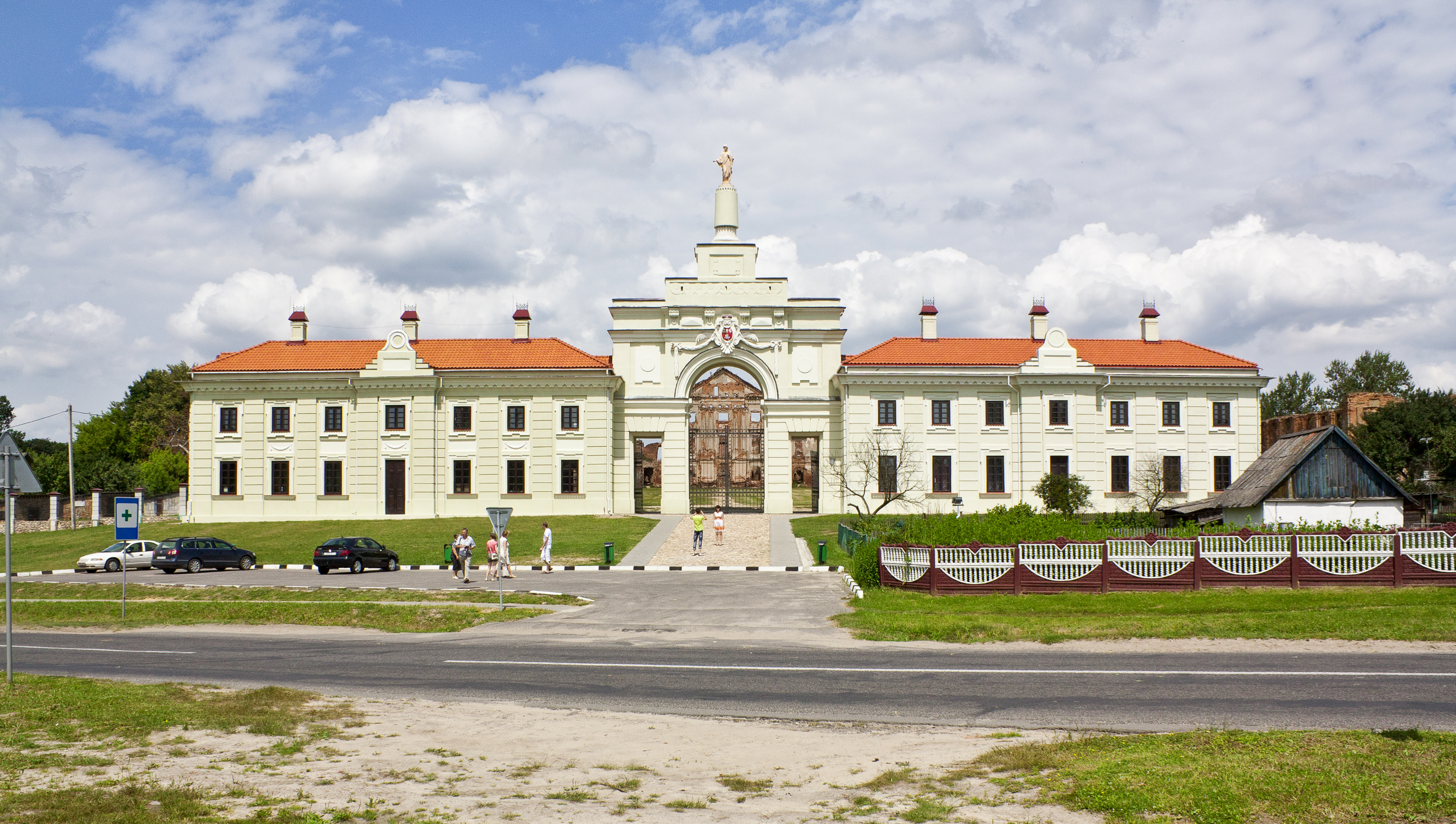
Il cancello del palazzo ricostruito nel 2012

Nell'estate del 2008 iniziarono gli scavi e il restauro sul territorio del complesso del palazzo. Il recente restauro iniziò dal cancello e dalle ali laterali adiacenti. Secondo il programma, ogni anno vennero stanziati più di un miliardo di rubli per il palazzo.
I restauratori cercarono di utilizzare i materiali autentici.
Secondo la decisione del Consiglio dei ministri del 3 giugno 2016, il mantenimento del Palazzo Ružany è a carico del bilancio nazionale.